# Epiphone
Epiphone er en guitarfabrikant, der ejes af Gibson. Virksomheden blev grundlagt af Anastasios Strathopoulo i 1873, og blev senere opkøbt af konkurrenten Gibson.
I dag fremstiller Epiphone billigere udgave af moderselskabets modeller, deriblandt Epiphone G-400 serien, der er inspireret af Gibsons SG-model.

## Historie

### Oprindelse
Grækeren Anastasios Strathopoulo begyndte at producere lutter og violiner i 1873, og efter få år flyttede han Tyrkiet, hvor det i 1890 lykkedes ham at åbne en fabrik. Grundet forfølgelse af græske immigranter i starten af det 20 århundrede måtte Stratopoulo og hans familie endnu engang flytte; denne gang til New York. Her fortsatte han produktionen med hjælp fra sine sønner Epimanondas og Orpheus.
Efter Anastastios' død i 1915 førte sønnen Epimanondas, der oftest bare blev kaldt Epi, virksomheden videre. Hvor hans fader mest havde lavet mandoliner, begyndte Epi at satse på banjoer, der vandt frem efter første verdenskrig. I 1924 skiftede han virksomhedens navn til Epiphone – en kombination af hans kaldenavn, Epi, og det græske ord for lyd, phono.

### Produktion af guitarer
I 1928 introducerede en serie af guitarer med navnet "Recording", men disse guitarer slog aldrig rigtigt igennem – dels på grund af manglende støtte fra en kendte musikere, dels grundet guitarens lave lydstyrke. Få år senere introduceredes Epiphones Masterbilt-serie, der havde mange ligheder med Gibsons populære L-5.
Efter Rickenbackers succes med elektriske guitarer i begyndelsen af 30'erne begyndte Epiphone at lave deres Electar-serie (også kendt som Electraphone) i 1935.

### Ejerskifte
Epiphone havde det svært efter anden verdenskrig. Epi var død af leukæmi i løbet af krigen, hvorfor de to yngre brødre Orpheus ("Orphie") og Frixo overtog. Samarbejdet fungerede dog ikke og i 1948 solgte Frixo sin andel. En egentlig fallit var nær da fabrikken i 1953 flyttede til Philadelphia, og mange af arbejderne nægtede af forlade New York. Alt dette resulterede i, at Gibson opkøbte firmaet i 1957.
I dag spiller bl.a. Tony Iommi, Paul Weller, Katie Melua og Paul McCartney på Epiphone.